# 1175
1175 (MCLXXV) fue un año común comenzado en miércoles del calendario juliano.

## Acontecimientos
- Alfonso VIII establece en Palencia la primera universidad de España.

## Nacimientos
- Aimeric de Peguilhan, trovador occitano.
- Roberto Grosseteste, filósofo inglés.